# Уайт, Майкл (психотерапевт)
Майкл Уайт (англ. Michael White; 29 декабря 1949, Аделаида, Австралия — 4 апреля 2008, Сан-Диего, США) — австралийский психолог, основатель нарративного подхода в психотерапии.
Майкл Уайт (совместно с новозеландским психотерапевтом Дэвидом Эпстоном) известен как основатель нового направления в психотерапии — нарративной практики,. Его книги «Нарративные средства достижения терапевтических целей» и «Карты нарративной практики»  обобщают многолетний опыт работы. Уайт сформулировал новую для психотерапии идею о том, что проблема находится вне индивида, и ввел метод экстернализации таких проблем, который доказал свою эффективность на многочисленных примерах избавления от анорексии, булимии, хронического энкопреза. Уайт является также создателем вспомогательных для нарративной терапии карт.

## Научный путь
- Научный путь Майкла Уайта начался с получения степени социального работника в Южно-Австралийском университете в 1979 году. В то время он увлекался работами Грегори Бейтсона, из которых заимствовал идеи «ментальных карт»[6],[7], связанные с восприятием информации и способные приводить к различным интерпретациям полученной информации.
- Одновременно Уайт начал работать в психиатрическом отделении Датского госпиталя Аделаиды и вскоре обратил внимание на идеи Мишеля Фуко[8], которые помогли ему в полной мере осознать проявления постмодернизма в мире. Эти мысли легли в основу создания терапии, которая могла бы отразить современные веяния и обозначить возможность самостоятельного конструирования мира и своей идентичности каждым из нас. Практическим подтверждением этих идей стала работа с подростками, страдающими от хронического энкопреза. Именно в этот период Уайт изобрел метод экстернализации и подошел к пониманию этой проблемы как сконструированной в культуре. Известно, что Майклу Уайту удавалось избавлять детей от энкопреза за 4-5 встреч[4].

- В 1982 году Майкл Уайт познакомился с новозеландским терапевтом Дэвидом Эпстоном, который с энтузиазмом воспринял идеи нарративной практики. В свою очередь, он познакомил Уайта с культурной антропологией, а также литературной теорией Джерома Брунера, автора нарративной метафоры.
- В 1983 году вместе с супругой Шерил Уайт Майкл создал независимый терапевтический центр, получивший название «Далвич-центр». В настоящее время он продолжает функционировать.
- В 90-х годах Майкл Уайт был преподавателем в Университете им. Джона Ф. Кеннеди (штат Калифорния), однако некоторое время не имел степени доктора гуманитарных наук. Его коллеги подали документы на присвоение степени за него, решив, что объем опубликованных Майклом работ давно предполагает наличие докторской степени[4].
- В конце жизни Майкл узнал об идеях Льва Семеновича Выготского, которые привели его к переосмыслению нарративной практики и переходу к практике «простраивания опор». Она заключалась в создании насыщенных историй, помогающих людям преодолеть разрыв между тем, что им привычно и знакомо, и тем, что является новым знанием о своей жизни (по аналогии с идеей о зоне ближайшего развития Л.С. Выготского[9]).
- В январе 2008 года Майклом был создан «Аделаидский центр нарративной практики»[4].
- В апреле 2008 года Майкл Уайт скончался в результате сердечного приступа в городе Сан-Диего. На тот момент ему было 59 лет[10].

## Нарративная практика
Метафора нарратива, или истории, которую раскрывает Уайт, является основополагающей для нарративного подхода. Основными принципами нарративной терапии являются:
- Человек достоин уважения: нельзя винить его в его собственных проблемах, единственным экспертом в своей жизни является он сам;
- Проблемы рассматриваются в отрыве от личности самого человека, у каждого есть необходимые навыки, убеждения, возможности для изменения своих отношений с этими проблемами;
- Важным принципом работы является постановка терапевтом тех вопросов, на которые он сам не знает ответа: им движет любопытство и разум;
- Существует множество путей, по которым может развернуться беседа (нет одного верного направления);
- Сам клиент во многом определяет направление этого пути[11].

## Основные идеи
М. Уайт описывает авторские методы работы в нарративном подходе, ставшие впоследствии основными для нарративной практики, а также приводит расшифровки некоторых из его бесед с клиентами.
1. Экстернализующие беседы. В традиционных терапевтических подходах принято считать проблемы клиента отражением его глубинной сущности или его взаимоотношений с другими людьми, то есть человек отождествляется с проблемой. В нарративной терапии проблема клиента представляется как объективно существующая, отдельная и независимая от клиента сущность, бороться с которой он может как с внешним фактом. Экстернализация проблемы — это её вынесение вовне, объективация в виде определённого образа, живого существа. Этот метод позволяет человеку снизить или вовсе снять негативные представления о себе. Особая роль отводится предпочитаемой клиентом метафоре его проблемы — она задаёт направление для дальнейшей беседы и определяет способ решения.
2. Восстановление авторской позиции. Как правило, клиент приходит к терапевту с историями своих неудач, провалов, игнорируя существование положительно развивающихся сюжетов в своей жизни. С помощью данного метода нарративный терапевт создает возможность для организации сюжета, поддержки и развития тех историй в жизни клиента, которые остались без внимания, придания им нового смысла. Усиление и расширение этих прежде не заметных линий помогает образовать фундамент для новых действий, направленных на разрешение проблем и сложных жизненных ситуаций клиента.
3. Восстановление участия. Большое влияние на формирование личности человека оказывает его социальное окружение. Идея данного метода заключается в пересмотре клиентом ценности участия в его жизни некоторых людей, повышения их значимости для него с помощью нарративного терапевта. В оригинальных текстах используется метафора членства в клубе, которым является жизненное сообщество человека, однако она не совсем адекватна для русской культуры и потому в переводе называется восстановлением участия значимых других в жизни человека. Для восстановления участия уже умерших людей в жизни клиента Уайт использует метафору «снова сказать «здравствуй»»[12]: в отличие от классических терапевтических подходов, где клиенту помогают смириться с утратой и «отпустить» умершего, в нарративном подходе, напротив, восстановить утраченную связь со значимым человеком.
4. Церемония признания самоопределения. Эти церемонии — ритуалы признания и положительной переоценки жизни людей. Для данной процедуры на терапию приглашаются третьи лица – тщательно подобранные внешние свидетели, которые слушают историю клиента и дают на неё свой отклик, пересказывают эту историю, акцентируя внимание на особенно затронувших их моментах. Так клиент, во-первых, может почувствовать связь своей истории с жизнями других людей, во-вторых, посмотреть со стороны на свою историю, переоценить те ценности, о которых он рассказывает. Терапевтический эффект достигается за счет четкой структуризации процедуры и тщательной подготовки.
5. Беседы, выделяющие уникальные эпизоды. Часто человек игнорирует те аспекты своего опыта, которые были признаны им незначимыми в связи с оценками других людей. Подробное описание этих аспектов и размышления над ними способствуют прояснению ценностей человека для него самого, помогают создать ту опору для работы со своими проблемами, которую они не видели раньше. В этих беседах подчеркивается авторство клиента, его ведущая роль в придании смыслов собственным историям.
6. Беседы, способствующие простраиванию опор. Человек, пришедший на терапию с конкретным запросом, часто не знает, куда двигаться в решении своей проблемы. Создание системы опор для этого продвижения опирается на идеи Л.С. Выготского о зоне ближайшего развития. Терапевт помогает находить те ориентиры, по которым человек планомерно совершает свои шаги, двигаясь от привычного и известного к тому, что возможно знать и делать.
7. Карты терапевтического интервью. Одной из заслуг М. Уайта является составление карт для проведенных им бесед с клиентами: они могут использоваться нарративными терапевтами как ориентир, вспомогательное средство при расспрашивании клиента[4]:

- Карта определения позиции: последовательность вопросов терапевта при экстернализующей беседе (конкретизация проблемы, исследование её последствий, оценка этих последствий, обоснование своей оценки) и при выделении уникальных эпизодов в жизни клиента;
- Карта беседы пересочинения: вопросы, переводящие клиента на ландшафт действия (последовательность событий, составляющих сюжет истории) или ландшафт сознания (то, что человек знает, чувствует, думает об этих событиях) для развития его жизненных историй;
- Карта восстановления участия: исследование вклада, который внес клиент в жизнь значимого для него человека, а тот – в жизнь клиента. Обсуждаются, в том числе, умершие люди или персонажи книг и фильмов, если клиент считает их значимыми для своей жизни;
- Карта пересказа истории внешнем свидетелем – используется для церемонии признания самоопределения;
- Карта простраивания опор: от знакомого и привычного через выделение уникальных эпизодов клиент движется к поиску альтернатив, новых идей и планов на жизнь.

## Публикации
- White, M. (1984). Pseudo-encopresis: From avalanche to victory, from vicious to virtuous cycles. Family Systems Medicine, 2(2), 150-160.
- White, M. (1988, Spring). Saying hullo again: The incorporation of the lost relationship in the resolution of grief. Dulwich Centre Newsletter, 7-11.
- White, M. & Epston, D. (1990). Narrative means to therapeutic ends.New York: WW.Norton.
- White, M. & Epston, D. (1992). Experience, contradiction, narrative, and imagination: Selected papers of David Epston and Michael White,1989-1991. Adelaide, Australia: Dulwich Centre Publications.
- White, М. (1995). Re-authoring lives: Interviews and essays. Adelaide,Australia: Dulwich Centre Publications.
- White, M. (1995). Reflecting teamwork as definitional ceremony. In M.White (Ed.), Re-authoring lives: Interviews and essays (pp. 172–198). Adelaide, Australia: Dulwich Centre Publications.
- White, M. (1997). Narratives of therapists' lives. Adelaide, Australia: Dulwich Centre Publications.
- White, M. (2000). Reflections on narrative practice. Adelaide, Australia: Dulwich Centre Publications.
- White, M. (2000). Re-engaging with history: The absent but implicit. In M. White (Ed.), Reflections on narrative practice: Essays and interviews (pp. 35–58). Adelaide, Australia: Dulwich Centre Publications.
- White, M. (2003) Narrative practice and community assignments, The Inter-national Journal of Narrative Therapy and Community Work,(2), 17-55.
- White, M. (2004). Narrative practice and exotic lives: Resurrecting diversity in everyday life. Adelaide, Australia: Dulwich Centre Publications.
- White, M. (2004), Narrative practice, couple therapy and conflict dissolution. In M. White (Ed.), Narrative practice and exotic lives: Resurrecting diversity in everyday life (pp. 1–41). Adelaide, Australia: Dulwich Centre Publications.
- White, M. & Morgan, A. (2006). Narrative therapy with children and their families. Adelaide, Australia: Dulwich Centre Publications.
- White, M. (2006). Narrative practice with families and children: Externalising conversations revisited. In M. White & A. Morgan (Eds.), Narrative therapy with children and their families (pp. 1–56). Adelaide Australia: Dulwich Centre Publications.

## Премии и награды
- International Fellow, American Association for Marriage and Family Therapy.
- Masters Interview, American Association of Marriage and Family Therapy Conference, San Francisco, 1989.
- Distinguished Contribution to Family Therapy Theory & Practice Award, American Family Therapy Academy, 1999 Narrative Therapy: Michael White.
- Honorary Doctorate of Humane Letters, John F. Kennedy University, Orinda, California[4].